# ジェームズ・アレン (作家)
ジェームズ・アレン（James Allen、1864年11月28日 - 1912年）はイギリスの作家である。自己啓発書と詩によって知られる。

## 来歴
ジェームズ・アレンはイングランド中部のレスターに生まれた。生家は小さな事業を営んでいたが破産した。父は事業を再興し家族を呼び寄せる目的でアメリカに渡るが、アレンが15歳の時に強盗に襲われ命を落とす。アレンは父親の死によって退学を余儀なくされ、イギリスの製造工場などで様々な仕事をして家族を支えた。
作家となる前は大企業の秘書として働いていたが、レフ・トルストイの書物に啓発され38歳から著作に専念し、最初の著書From Poverty to Powerを出版後、デヴォンの町イルフラクームの小さなコテージに、妻リリー・L.アレンと娘のノーラと共に会社を辞めて移り住んだ。9年間で19冊の本を書き、同時に雑誌The Light of Reasonを発行した。
2冊目の著書で代表作であるAs a Man Thinkethは自己啓発書の原点であり、デール・カーネギー、アール・ナイチンゲールなどに大きな影響を与えた。同書は約1世紀前の1902年に書かれた書物であるが現在も世界中で売れ続けている。聖書につぐロングセラーの一つと言われており、日本でも50万部を超えるベストセラーである。
同書の推薦の言葉として「何かあって落ち込んだりしたときに読んでごらんなさい。人生なんて、とても単純なものなのよね」がある。
なお、彼はより多くの人に読んでもらいたいとの願いからイギリス以外での著作権を放棄している。外部リンクにみるように、著書(英語)をオンラインで読むことができる。

## 著書
アレンの著書は、個人の能力を向上するために心の中の「思いの力」を使うことを示している。生前の彼は有名にも金持ちにもならなかったが、彼の仕事は、ニューソート運動を含む世界中の人々に影響を与えた。1902年に出版されたAs a Man Thinkethは、アレンのもっとも有名な著書であり、今や、自己啓発書の古典と考えられている。この著書の基本的な仮定は「気高い思いは気高い人を作り、低俗な思いは惨めな人を作る」である。アレンのAs a Man Thinkethは、もっとも広く知られた著書であるがThe Way of Peace(1907年)の方が、彼の、ニューソートをより正確に反映している。
1912年にアレンが死去した後も、妻リリー・L.アレンは雑誌The Epochを発行し続けた。

## ジェームズ・アレンの言葉
アレンは、よきにつけ悪きにつけ心の中の「思い」が原因となり、環境や健康と病気、成功や失敗、富や貧困、喜びや悲しみといった結果をもたらすとしている。また、成功するには、気高い夢を見て目標をもち、単に成功したいと思うだけではなく、欲望を犠牲にし「自分はそれを達成できる」という信念をもって努力をしなければならないとしている。以下、アレンの思想を理解するために、『「原因」と「結果」の法則』から代表的な言葉の一部を引用する。
心は、創造の達人
「心は、創造の達人です。そして、私たちは心であり、思いという道具をもちいて自分の人生を形づくり、そのなかで、さまざまな喜びを、また悲しみを、みずから生み出しています。私たちは心の中で考えたとおりの人間になります。私たちをとりまく環境は、真の私たち自身を映し出す鏡にほかなりません」
人生の創り手
「自分こそが自分の人生の創り手である」
思いと人格
「私たちの人生は、ある確かな法則にしたがって創られています。私たちがどんな策略をもちいようと、その法則を変えることはできません」
思いと環境
「自分の心をしっかりと管理し、人格の向上に努めている人たちは、「環境は思いから生まれるものである」ということを熟知しています」
思いと健康
「きれいな思いは、きれいな習慣を創りだします。自分の心を洗わない聖者は、聖者ではありません」
思いと目標
「人間を目標に向かわせるパワーは、「自分はそれを達成できる」という信念から生まれます。疑いや恐れは、その信念にとって最大の敵です」
思いと成功
「人間は、もし成功をめざすならば、自分の欲望のかなりの部分を犠牲にしなくてはならないのです」
ビジョン
「気高い夢を見ることです。あなたは、あなたが夢見た人間になるでしょう。あなたの理想は、あなたの未来を予言するものにほかなりません」
穏やかな心
「穏やかな心は、真実の海のなか……水面から遠く離れた、いかなる嵐の影響もおよばない永遠の静寂のなか……に住んでいます」

## 著書(邦訳)
- ジェームズ・アレン著、坂本貢一訳、『「原因」と「結果」の法則』、サンマーク出版、2003年、ISBN 978-4763195098

ほか多数